# Steve Clippingdale
Steven J. „Steve“ Clippingdale (* 29. April 1956 in North Vancouver, British Columbia) ist ein ehemaliger kanadischer Eishockeyspieler, der im Verlauf seiner aktiven Karriere zwischen 1973 und 1980 unter anderem 20 Spiele für die Los Angeles Kings und Washington Capitals in der National Hockey League (NHL) auf der Position des linken Flügelstürmers bestritten hat. Darüber hinaus absolvierte Clippingdale weitere 249 Partien in der American Hockey League (AHL) und Central Hockey League (CHL), wo er im Jahr 1979 mit den Dallas Black Hawks den Adams Cup der CHL und 1980 mit den Hershey Bears den Calder Cup der AHL gewann.

## Karriere
Clippingdale besuchte ab dem Sommer 1973 für lediglich ein Jahr die University of Wisconsin–Madison und spielte in der Saison 1973/74 parallel für deren Universitätsmannschaft, die Wisconsin Badgers, in der Western Collegiate Hockey Association (WCHA), die als Division dem Spielbetrieb der National Collegiate Athletic Association (NCAA) untergeordnet war. Daraufhin verließ er den Collegespielbetrieb vor der Saison 1974/75 und wechselte in die kanadische Juniorenliga Western Canada Hockey League (WCHL). Dort war der Flügelspieler in den folgenden zwei Jahren bis zum Sommer 1975 für die New Westminster Bruins aktiv, die sich in dieser Zeit zu einer der besten kanadischen Juniorenmannschaften der späten 1970er-Jahre entwickelten. Mit den Bruins gewann Clippingdale in den Jahren 1975 und 1976 jeweils den President’s Cup der WCHL. Vor allem beim zweiten Titelgewinn hatte der Stürmer mit 146 Scorerpunkten in 89 Partien einen maßgeblichen Anteil, was ihm am Saisonende die Wahl ins Second All-Star Team der Liga bescherte. Anschließend wurde der 20-Jährige sowohl im NHL Amateur Draft 1976 in der zweiten Runde an 21. Stelle von den Los Angeles Kings aus der National Hockey League (NHL) als auch im WHA Amateur Draft 1976 in der dritten Runde an 33. Position von den Winnipeg Jets aus der zu dieser Zeit mit der NHL in Konkurrenz stehenden World Hockey Association (WHA) ausgewählt.
Zur Spielzeit 1976/77 unterzeichnete der junge Kanadier einen Vertrag in der Organisation der LA Kings. In seiner Rookiesaison kam er größtenteils bei Los Angeles’ Farmteam, den Fort Worth Texans aus der Central Hockey League (CHL), zu Einsätzen. Dennoch lief er auch 17-mal für die Kings in der NHL auf und sammelte dabei drei Scorerpunkte. Dies sollten für die folgenden beiden Spieljahre jedoch die einzigen NHL-Spiele des Angreifers bleiben, da er bis zum Sommer 1979 ausschließlich für die Kooperationspartner des Los-Angeles-Franchises auflief. So trug er in der Saison 1977/78 das Trikot der Springfield Indians aus der American Hockey League (AHL), ehe er in der Spielzeit 1978/79 für die Dallas Black Hawks in der CHL spielte, mit denen er am Saisonende die Meisterschaft in Form des Adams Cup gewann.
Nach diesem Erfolg wurde Clippingdale im Juni 1979 im Tausch für Mike Marson von den Los Angeles Kings zu den Washington Capitals transferiert. Dort absolvierte der Offensivspieler in der Saison 1979/80 seine letzte Profispielzeit, wobei er – neben drei NHL-Einsätzen für die Capitals selbst – hauptsächlich bei deren Farmteam Hershey Bears in der AHL eingesetzt wurde. Nachdem er mi den Bears am Saisonende den Calder Cup errungen hatte, beendete Clippingdale bereits im Alter von 24 Jahren seine aktive Spielerlaufbahn.

## Erfolge und Auszeichnungen
| - 1975 President’s-Cup-Gewinn mit den New Westminster Bruins - 1976 President’s-Cup-Gewinn mit den New Westminster Bruins - 1976 WCHL Second All-Star Team | - 1979 Adams-Cup-Gewinn mit den Dallas Black Hawks - 1980 Calder-Cup-Gewinn mit den Hershey Bears |

## Karrierestatistik
(Legende zur Spielerstatistik: Sp oder GP = absolvierte Spiele; T oder G = erzielte Tore; V oder A = erzielte Assists; Pkt oder Pts = erzielte Scorerpunkte; SM oder PIM = erhaltene Strafminuten; +/− = Plus/Minus-Bilanz; PP = erzielte Überzahltore; SH = erzielte Unterzahltore; GW = erzielte Siegtore; 1 Play-downs/Relegation; Kursiv: Statistik nicht vollständig)